# NGC 3074
إن جي سي 3074 التي يرمز لها بالرمز NGC 3074، هي مجرة، في كوكبة الأسد الأصغر.

## الاكتشاف
اكتشفت في 28 مارس 1786، بواسطة ويليام هيرشل.